# Phaselia erika
Phaselia erika är en fjärilsart som beskrevs av Ebert 1965. Phaselia erika ingår i släktet Phaselia och familjen mätare. Inga underarter finns listade i Catalogue of Life.